# Arquidiócesis de San Pablo
La arquidiócesis de San Pablo o de São Paulo (en latín: Archidioecesis Sancti Pauli in Brasilia y en portugués: Arquidiocese de São Paulo) es una circunscripción eclesiástica latina de la Iglesia católica en Brasil, sede metropolitana de la provincia eclesiástica de São Paulo. La arquidiócesis tiene al arzobispo cardenal Odilo Pedro Scherer como su ordinario desde el 21 de marzo de 2007. 

## Territorio y organización

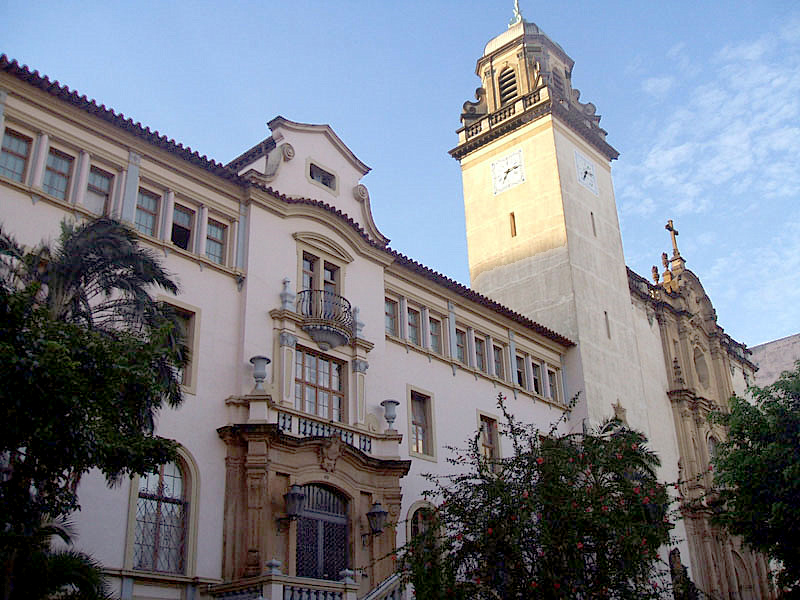
Iglesia de Nossa Senhora do Carmo

La arquidiócesis tiene 654 km² y extiende su jurisdicción sobre los fieles católicos de rito latino residentes en la parte central del municipio de São Paulo en el estado de São Paulo.
La sede de la arquidiócesis se encuentra en la ciudad de São Paulo, en donde se halla la Catedral de Nuestra Señora de la Asunción y San Pablo. En la arquidiócesis existes 3 basílicas menores: Nuestra Señora de la Asunción, Nuestra Señora de las Mercedes y Santísimo Sacramento.
En 2020 en la arquidiócesis existían 304 parroquias, agrupadas en 6 regiones episcopales, algunas de las cuales son administradas por un obispo auxiliar: Sé, Belém, Ipiranga, Santana, Lapa y Brasilândia.
La arquidiócesis tiene como sufragáneas a las diócesis de: Campo Limpo, Guarulhos, Mogi das Cruzes, Osasco, Santo Amaro, Santo André, Santos, São Miguel Paulista y las eparquías de: Nuestra Señora del Líbano en São Paulo y Nuestra Señora del Paraíso en São Paulo.

## Historia
La diócesis de San Pablo fue erigida el 6 de diciembre de 1745 con el breve Candor lucis aeternae del papa Benedicto XIV separando territorio de la diócesis de Río de Janeiro (hoy arquidiócesis de San Sebastián de Río de Janeiro). Originalmente era sufragánea de la arquidiócesis de San Salvador de Bahía.
El 27 de abril de 1892 cedió parte de su territorio para la erección de la diócesis de Curitiba (hoy arquidiócesis de Curitiba) mediante la bula Ad universas Orbis Ecclesias del papa León XIII.
El 4 de agosto de 1900 cedió otra parte de su territorio para la erección de la diócesis de Pouso Alegre (hoy arquidiócesis de Pouso Alegre) mediante el decreto Regio latissime patens de la Congregación Consistorial.
El 8 de septiembre de 1907 cedió otra parte de su territorio para la erección de la diócesis de Campanha mediante el decreto Spirituali Fidelium de la Congregación Consistorial.
El 27 de abril de 1892 pasó a formar parte de la provincia eclesiástica de la arquidiócesis de Río de Janeiro.
El 7 de junio de 1908, mediante la bula Dioecesium nimiam amplitudinem del papa Pío X, la diócesis cedió otras porciones de territorio para la erección de las diócesis de Botucatu (hoy arquidiócesis de Botucatu), de Campinas (hoy arquidiócesis de Campinas), de Ribeirão Preto (hoy arquidiócesis de Ribeirão Preto), de São Carlos do Pinhal (hoy diócesis de São Carlos) y Taubaté. Al mismo tiempo fue elevada al rango de arquidiócesis metropolitana.
Sucessivamente ha cedido posteriormente porciones de territorio para la erección de nuevas circunscripciones eclesiásticas:
- la diócesis de Santos el 4 de julio de 1924 mediante la bula Ubi praesules del papa Pío XI;[6]
- la diócesis de Sorocaba (hoy arquidiócesis de Sorocaba) el 4 de julio de 1924, también mediante la bula Ubi praesules;
- la diócesis de Bragança Paulista el 24 de julio de 1925 mediante la bula Ad sacram Petri sedem del papa Pío XI;[7]
- la diócesis de Santo André el 18 de julio de 1954 mediante la bula Archidioecesis Sancti Pauli del papa Pío XII;[8]
- la arquidiócesis de Aparecida el 19 de abril de 1958 mediante la bula Sacrorum Antistitum del papa Pío XII;[9]
- la diócesis de Mogi das Cruzes el 9 de junio de 1962 mediante la bula Quo christiana del papa Juan XXIII;[10]
- la diócesis de Jundiaí el 7 de noviembre de 1966 mediante la bula Quantum conferant del papa Pablo VI.[11]

La última división de la arquidiócesis se produjo el 15 de marzo de 1989 cuando, debido al frenético aumento de la población, que superaba con creces los 13 millones de fieles, el papa Juan Pablo II dividió el territorio arzobispal sobre la base de las regiones episcopales entonces existentes, y esto dio lugar a cuatro nuevas diócesis: 
- la diócesis de Campo Limpo mediante la bula Deo bene opitulante;[12]
- la diócesis de Osasco mediante la bula Coram ipsimet Nos;[13]
- la diócesis de Santo Amaro mediante la bula Ea in regione;[14]
- la diócesis de São Miguel Paulista mediante la bula Constat Metropolitanam.[15]

## Estadísticas
De acuerdo al Anuario Pontificio 2021 la arquidiócesis tenía a fines de 2020 un total de 5 101 300 fieles bautizados.
| Año                                                                             | Población            | Población | Población      | Sacerdotes | Sacerdotes    | Sacerdotes    | Bautizados por sacerdote | Diáconos permanentes | Religiosos | Religiosos | Parroquias |
| Año                                                                             | Bautizados católicos | Total     | % de católicos | Total      | Clero secular | Clero regular | Bautizados por sacerdote | Diáconos permanentes | Varones    | Mujeres    | Parroquias |
| ------------------------------------------------------------------------------- | -------------------- | --------- | -------------- | ---------- | ------------- | ------------- | ------------------------ | -------------------- | ---------- | ---------- | ---------- |
| 1966                                                                            | 4 950 000            | 5 320 000 | 93.0           | 167        | 167           |               | 29 640                   |                      | 957        | 3215       | 262        |
| 1970                                                                            | 5 600 000            | 6 435 989 | 87.0           | 1213       | 351           | 862           | 4616                     |                      | 1072       | 3775       | 311        |
| 1976                                                                            | 6 200 000            | 7 198 608 | 86.1           | 2231       | 530           | 1701          | 2779                     | 1                    | 2296       | 3405       | 353        |
| 1980                                                                            | 8 430 000            | 9 684 000 | 87.1           | 1017       | 352           | 665           | 8289                     | 1                    | 1046       | 3070       | 364        |
| 1990                                                                            | 7 110 000            | 7 900 000 | 90.0           | 772        | 335           | 437           | 9209                     | 1                    | 803        | 2316       | 241        |
| 1999                                                                            | 6 669 720            | 8 892 960 | 75.0           | 903        | 350           | 553           | 7386                     | 1                    | 1326       | 2347       | 268        |
| 2000                                                                            | 6 674 842            | 8 899 790 | 75.0           | 871        | 353           | 518           | 7663                     | 1                    | 1243       | 2203       | 268        |
| 2001                                                                            | 6 679 000            | 8 906 625 | 75.0           | 897        | 387           | 510           | 7445                     | 1                    | 1183       | 2140       | 268        |
| 2002                                                                            | 6 767 000            | 9 023 000 | 75.0           | 847        | 345           | 502           | 7989                     | 1                    | 1126       | 2132       | 275        |
| 2003                                                                            | 6 713 100            | 8 950 800 | 75.0           | 1108       | 363           | 745           | 6058                     | 3                    | 1138       | 2102       | 277        |
| 2004                                                                            | 5 935 807            | 7 075 547 | 83.9           | 912        | 351           | 561           | 6508                     | 3                    | 1207       | 1880       | 280        |
| 2010                                                                            | 5 484 000            | 7 511 000 | 73.0           | 858        | 334           | 524           | 6391                     | 50                   | 1042       | 1693       | 296        |
| 2014                                                                            | 4 815 000            | 6 899 268 | 69.8           | 842        | 376           | 466           | 5718                     | 75                   | 774        | 1668       | 300        |
| 2017                                                                            | 4 984 484            | 7 669 976 | 65.0           | 913        | 410           | 503           | 5459                     | 96                   | 641        | 1977       | 306        |
| 2020                                                                            | 5 101 300            | 7 850 000 | 65.0           | 1030       | 389           | 641           | 4952                     | 108                  | 779        | 1977       | 304        |
| Fuente: Catholic-Hierarchy, que a su vez toma los datos del Anuario Pontificio. |                      |           |                |            |               |               |                          |                      |            |            |            |

## Episcopologio
- Bernardo Rodrigues Nogueira † (15 de diciembre de 1745-7 de noviembre de 1748 falleció)
- Antônio da Madre de Deus Galvão, O.F.M.Ref. † (16 de marzo de 1750-19 de marzo de 1764 falleció)
  - Sede vacante (1764-1771)
- Manuel da Ressurreição, O.F.M.Obs. † (17 de junio de 1771-21 de octubre de 1789 falleció)
- Miguel da Madre de Deus da Cruz, O.F.M.Disc. † (19 de diciembre de 1791-22 de enero de 1795 renunció)
- Mateus de Abreu Pereira † (1 de junio de 1795-5 de mayo de 1824 falleció)
  - Sede vacante (1824-1827)
- Manuel Joaquim Gonçalves de Andrade † (25 de junio de 1827-26 de mayo de 1847 falleció)
  - Sede vacante (1847-1852)
- Antônio Joaquim de Mello † (15 de marzo de 1852-16 de febrero de 1861 falleció)
- Sebastião Pinto do Rêgo † (30 de septiembre de 1861-30 de abril de 1868 falleció)
  - Sede vacante (1868-1872)
- Lino Deodato Rodrigues de Carvalho † (29 de julio de 1872-19 de agosto de 1894 falleció)
- Joaquim Arcoverde de Albuquerque Cavalcanti † (19 de agosto de 1894 por sucesión-31 de agosto de 1897 nombrado arzobispo de Río de Janeiro)
- Antônio Cândido Alvarenga † (28 de noviembre de 1898-1 de abril de 1903 falleció)
- José de Camargo Barros † (9 de noviembre de 1903-4 de agosto de 1906 falleció)
- Leopoldo Duarte e Silva † (18 de diciembre de 1906-13 de noviembre de 1938 falleció)
- José Gaspar d'Afonseca e Silva † (29 de julio de 1939-27 de agosto de 1943 falleció)
- Carlos Carmelo de Vasconcelos Motta † (13 de agosto de 1944-18 de abril de 1964 nombrado arzobispo de Aparecida)
- Agnelo Rossi † (1 de noviembre de 1964-22 de octubre de 1970 nombrado prefecto de la Congregación para la Evangelización de los Pueblos)
- Paulo Evaristo Arns, O.F.M. † (22 de octubre de 1970-15 de abril de 1998 retirado)
- Cláudio Hummes, O.F.M. (15 de abril de 1998-31 de octubre de 2006 nombrado prefecto de la Congregación para el Clero)
- Odilo Pedro Scherer, desde el 21 de marzo de 2007